# 裏京都ミステリー
『裏京都ミステリー』（マイナーきょうとミステリー）は、北森鴻による日本の推理小説のシリーズ。

## 概要
『支那そば館の謎』と『ぶぶ漬け伝説の謎』の短編集2作から成る。
関西一帯を騒がせた元怪盗という過去を持つ、京都は嵐山にある貧乏寺・大悲閣千光寺の寺男・有馬次郎が、時には昔取った杵柄の如く特異な経歴を生かしながら様々な謎を解決する。
本作に登場するバカミス作家・水森堅は、作者自身のパロディである。
また、舞台となる大悲閣千光寺は嵐山に実在する寺で、江戸時代には金閣・銀閣・大悲閣と並び称されたこともあったらしく、松尾芭蕉も訪れ一句詠んだ由緒ある寺である。本作に因んで、作者のホームページのオフ会がここで催された。

## 書誌情報
- 支那そば館の謎
  - 光文社、2003年7月、ISBN 4-334-92398-4
  - 光文社文庫、2006年7月20日、ISBN 4-334-74099-5、巻末解説：大林道忠（大悲閣千光寺住職）
- ぶぶ漬け伝説の謎
  - 光文社、2006年4月、ISBN 4-334-92493-X
  - 光文社文庫、2009年8月6日、ISBN 978-4-334-74631-5、巻末解説：浅野里沙子

## 作品一覧
- 支那そば館の謎
  - 「不動明王の憂鬱」（『ジャーロ』2002年冬号）
  - 「異教徒の晩餐」（『ジャーロ』2002年春号）
  - 「鮎躍る夜に」（『ジャーロ』2002年夏号）
  - 「不如意の人」（『ジャーロ』2002年秋号）
  - 「支那そば館の謎」（『ジャーロ』2003年冬号）
  - 「居酒屋 十兵衛」（『ジャーロ』2003年春号、「居酒屋」を改題）
- ぶぶ漬け伝説の謎
  - 「狐狸夢」（『小説宝石』2003年12月号）
  - 「ぶぶ漬け伝説の謎」（『小説宝石』2004年5月号）
  - 「悪縁断ち」（『小説宝石』2004年10月号）
  - 「冬の刺客」（『小説宝石』2005年2月号）
  - 「興ざめた馬を見よ」（『小説宝石』2005年11月号）
  - 「白味噌伝説の謎」（『小説宝石』2006年1月号）

## 登場人物
有馬 次郎（ありま じろう）
大悲閣千光寺の寺男。けいからは名前をもじって「アルマジロ」と呼ばれる。
数年前まで関西一帯を活動範囲にする広域窃盗犯だった。身のこなしの軽さなどから大阪府警・京都府警から「怪盗」扱いを受けた。ある冬の夜に大悲閣に忍び込んだところ、犬に吠えられて階段から落ち骨折し、凍死さえ免れない状況で温情ある住職に助けられ、寺男として表の世界に戻ることができた。一人称は《僕》だが、怪盗として名を馳せた当時は《俺》。現在でも精神のモードを《俺》に切り替えると、嘘の匂いを感じ取ったり、鍵開けなどを瞬時にこなしてしまう。寺の精進料理だけでは我慢出来ないため、時々馴染みの割烹で鴨なんばや生寿司を食している。
折原 けい（おりはら けい）
京都みやこ新聞文化部の記者。折に触れて大悲閣を取り上げる、自称「大悲閣千光寺の守護神」。但し、これまで一度も入山料を払ったことはなく、賽銭箱に見向きもせず、有料の抹茶も毎回当然のようにただでご馳走になっていく。
「冬の刺客」でみやこ新聞社を辞職し、フリーライターに転身する。
住職
大悲閣千光寺の住職。盗みに入った次郎を警察に突き出すこともなく、寺男になるよう諭した。「嵐山の鉄人」「大悲閣の不動明王」などとあだ名される。洞察力に優れており、時には推測ではあるものの、次郎さえ解けない謎を解くこともある。「俗事にまみれて初めて見える悟りもある」が口癖で、折につけ次郎が山を下りることを許可し、その際に次郎が過去の伝や技術を生かすことも構わない。厳寒期でさえ薄手の作務衣だけで冬を過ごしていたため、ついに肋間神経痛を病む。
碇屋（いかりや）
京都府警捜査一課の警部。
常に「警部元気で暇がいい」と標榜し実践に務め、そのくせ重大事犯になるとしゃしゃり出てきては現場を混乱に導くと言われている。次郎からは「正真正銘の税金泥棒」と評される。
十兵衛の大将
次郎行きつけの割烹店「十兵衛」の主人。懐の寂しい次郎に、手頃な値段で数々の絶品料理を供してくれる。次郎お気に入りの鴨なんばは、大将が気が向いた時にだけ打った蕎麦を常連客だけに提供する限定裏メニューで、値段は500円である。「居酒屋 十兵衛」では、水森のツケの清算を交換条件に、宗旨替えしてしまった弟弟子のことを調べて欲しいと依頼する。
水森 堅（みずもり けん）
『鼻の下伸ばして春ムンムン』で大日本バカミス作家協会賞を受賞した作家。みやこ新聞社協賛の講演会に出席予定だったが、早とちりである事件を起こしてしまって以来、次郎らと親しくなり、大悲閣に居候するようになる。
自分が巻き込まれた事件を小説にし持ち込み、採用され「裏京都シリーズ」として連作化までされたが、すぐにネタが尽きるなど才能はイマイチ。次郎とけいからは受賞作のタイトルに因んで「ムンちゃん」と呼ばれる。
カズさん
先斗町歌舞練場の近くにあるKon's Barの主人。次郎とは付き合いが古く、寺男になる前からの知り合い。次郎の《俺》モードに気付くと、体がうずうずし、裏の仕事を手伝いたがることもある。